# Nagaya (architecture)

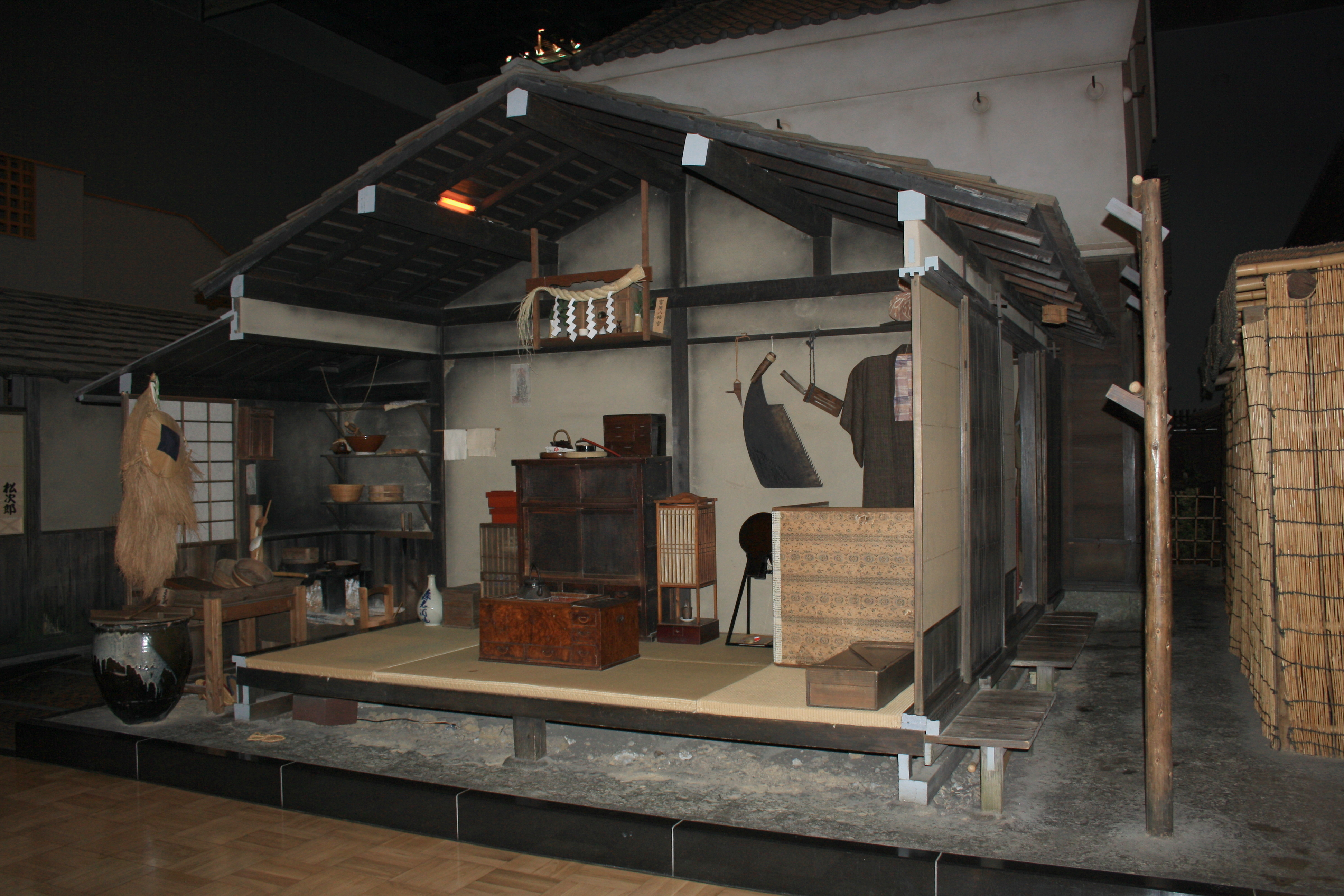
Réplique de musée d'une nagaya de la période d'Edo de 1×2,5 ken (environ 2×5m). Une cuisine d'une surface équivalente à un tatami à gauche, un sol couvert de quatre tatamis et une deuxième porte avec un petit perron à droite.

Une nagaya (長屋, littéralement « longue demeure »), est un type d'habitation japonais caractéristique de l'époque d'Edo, entre le XVIe siècle et le XIXe siècle. Une nagaya est un long bâtiment, d'un ou deux étages, divisé en plusieurs appartements destinés à être loués. Le puits, les toilettes et les installations de traitement des déchets sont mis en commun entre tous les habitants d'une même nagaya. À l'exception d'une éventuelle chambre à coucher, chaque ménage ne dispose que d'une pièce à vivre. En règle générale, les deux extrémités de ces bâtiments étaient occupés par des commerces, dont les propriétaires vivaient dans les appartements adjacents.

## Origines
Le terme se rencontre déjà dans le Man'yōshū, une anthologie de poésie datant de 760 environ, dans laquelle il désigne un pavillon situé dans l'enceinte d'un monastère (livre XVI, poème 3822). Par la suite, les textes japonais mentionnent régulièrement des bâtiments longs dans les établissements religieux bouddhistes, comme la léproserie connue sous le nom de « 18 portes de Kitayama » (Kitayama jūhakken-do), construite à Nara au XIIIe siècle et qui devait son nom aux 18 pièces disposées en enfilade qui servaient à accueillir les malades.

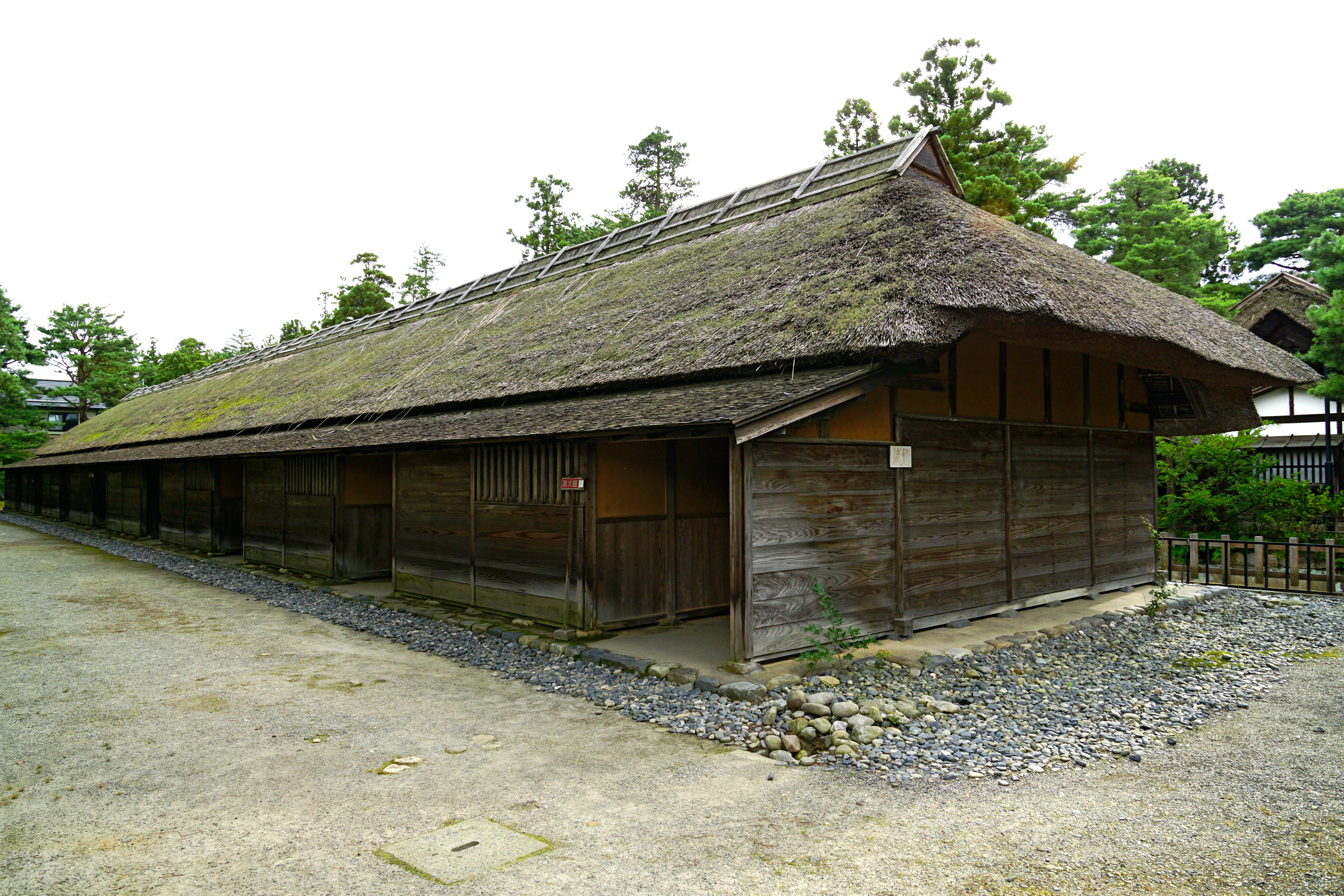
Maison longue ayant servi à loger des fantassins (ashigaru) près d'une résidence aristocratique, dans la préfecture de Niigata. Cette nagaya date de l'époque d'Edo, et est classée Bien culturel important.

Durant la période féodale, des habitations de ce type furent édifiées près des résidences aristocratiques, pour y loger les samouraïs de rang inférieur, les soldats et les serviteurs,. Ces logements furent également introduits dans le cadre urbain, à Tokyo, toujours dans le même but.

## Époque d'Edo
C'est au début de cette époque que les maisons longues furent appelées nagaya-mon. En ville, ces maisons devinrent caractéristiques des marchands de classe moyenne ou supérieure, tandis que dans les campagnes, elles furent l'apanage des notables et des paysans riches. Ce n'est qu'avec le développement urbain constant qui survient lors de l'époque d'Edo que les nagaya devinrent la forme d'habitat majoritaire des couches inférieures de la population.
Il s'agit alors de logements semi-collectifs. Chaque famille dispose de son appartement, mais les nagaya sont en général regroupées par deux, autour d'une cour étroite dans laquelle est installée le puits et les sanitaires communs à tous les locataires (il n'y a toutefois rien pour se laver, les habitants devant donc aller aux bains publics).

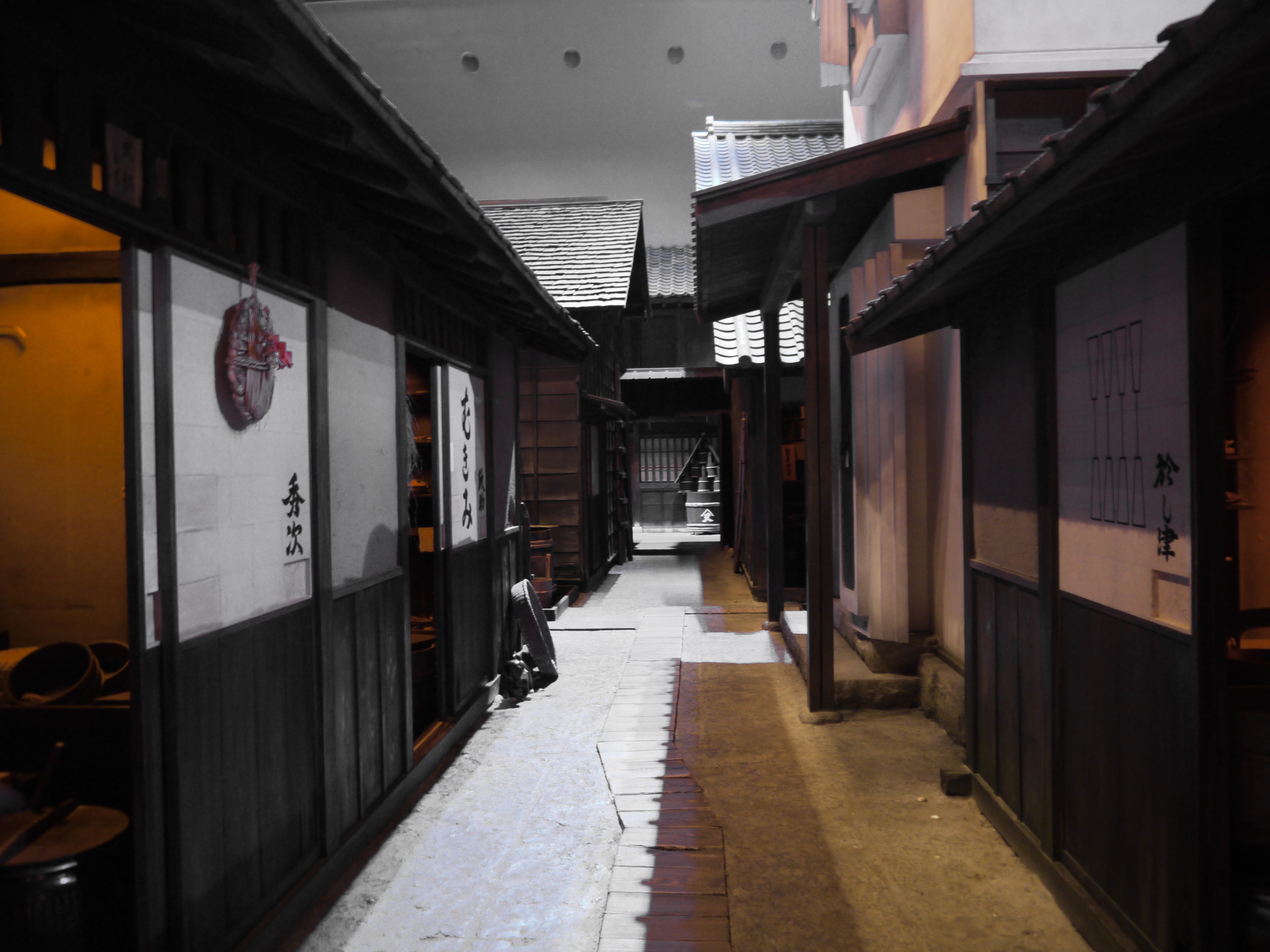
Rue typique d'une ville de l'époque d'Edo, bordée de maisons longues.

Les conditions de vie dans les nagaya peuvent être assez difficiles, puisque la promiscuité et le manque d'installations sanitaires entraînent de graves problèmes d'hygiènes. Construits en bois, ces logements étaient propice aux incendies, ce qui leur valut le surnom de yakeya (焼け家, littéralement « maison qui brûle »). L'autre grande difficulté de la vie dans une nagaya est la présence permanente du propriétaire (ōya), qui surveille les activités de tous ses locataires (tanako).

## Disparition et postérité
Avec les changements de l'ère Meiji,, notamment l'industrialisation, les conditions de vie s'améliorent sensiblement au Japon, et les nagayas deviennent progressivement les logements caractéristiques des classes les plus pauvres de la société. Les nagayas en bois telles qu'elles existaient auparavant ont aujourd'hui presque disparu des villes japonaises, d'autant plus avec les destructions occasionnées par les bombardements alliés sur le Japon au cours de la Seconde Guerre mondiale. Cependant, les habitations urbaines actuelles reprennent certaines des caractéristiques des nagayas, notamment la longueur.
Ces habitats ont cependant profondément marqué la culture japonaise, car malgré les conditions de vie difficiles qui les caractérisaient, les habitants développaient grâce à la promiscuité une très forte solidarité. Cette promiscuité fournit également de la matière au rakugo (une forme comique de spectacle littéraire) ou au senryū, le pendant satirique et cynique des haïkus.
Plusieurs œuvres japonaises attestent de cette persistance des nagayas dans les mémoires:
- Dans le manga Spirale, de Junji Itō, ces anciennes maisons sont au cœur de l'histoire
- Dans le manga et l'anime Bleach, les habitations de la Soul Society sont souvent apparentées à des nagayas.
- Le roman Zennin nagaya, de Naka Saijō (ja), adapté en manga par Akira Oze (en), met en scène les habitants d'une nagaya à l'époque d'Edo.
- Dans le jeu vidéo Rise of the Ronin, le personnage principal loue (ou du moins occupe) une Nagaya dans chacune des villes visitées.